# Florian Knauer
Florian Knauer (* 1975 in Berlin) ist ein deutscher Jurist.

## Leben
Nach dem Abitur am Humboldt-Gymnasium 1994 studierte er Rechtswissenschaften an der Humboldt-Universität zu Berlin (1994–1999). Nach dem Referendariat beim Kammergericht in Berlin (1999–2001), der Promotion an der Humboldt-Universität zu Berlin bei Klaus Marxen 2005 und der Habilitation an der Humboldt-Universität zu Berlin 2012/2013 wurde er 2016 Lehrstuhlinhaber für Strafrecht, Kriminologie, Strafvollzugsrecht und Jugendstrafrecht in Jena.

## Schriften (Auswahl)
- Strafvollzug und Internet. Rechtsprobleme der Nutzung elektronischer Kommunikationsmedien durch Strafgefangene. Berlin 2006, ISBN 3-8305-1178-7.
- Der Schutz der Psyche im Strafrecht. Tübingen 2013, ISBN 3-16-152599-X.